# Solihull (district)
De Metropolitan Borough of Solihull is een Engels district in het stedelijk graafschap (metropolitan county) West Midlands  en telt 213.933 inwoners. De oppervlakte bedraagt 178 km². Solihull is de grootste plaats in het district met een bevolking van 94.753. De plaats ligt 14,5 km ten zuiden van het centrum van de stad Birmingham.
Van de bevolking van het district is 16,8% ouder dan 65 jaar. De werkloosheid bedraagt 3,0% van de beroepsbevolking (cijfers volkstelling 2001).

## Civil parishesin district Solihull
Balsall, Barston, Berkswell, Bickenhill, Castle Bromwich, Chadwick End, Chelmsley Wood, Cheswick Green, Dickens Heath, Fordbridge, Hampton in Arden, Hockley Heath, Kingshurst, Meriden, Smith’s Wood, Tidbury Green.